# Wonderland Park
Koordinaten: 35° 14′ 33″ N, 101° 49′ 57″ W
Wonderland Park ist ein amerikanischer Freizeitpark in Amarillo, Texas, der am 12. August 1951 als Kiddieland Park von Paul und Alathea Roads eröffnet wurde. Unter diesem Namen wurde der Park bis 1966 betrieben.

## Attraktionen
Zum Park gehören zahlreiche Attraktionen, wie Achterbahnen und andere Fahrgeschäfte, Wildwasserbahnen, eine Minigolfanlage und Arcade-Spiele.

### Achterbahnen
| Name          | Typ                              | Hersteller          | Eröffnungsjahr | Bemerkungen | Ref.        |
| ------------- | -------------------------------- | ------------------- | -------------- | --- | ----------- |
| Cyclone       | Wilde Maus                       | Miler Manufacturing | 1968           | Ursprünglich wurde die Bahn im Jahr 1960 als Wild Mouse in Springlake Park betrieben. Ab 1961 wurde die Bahn ebenfalls als Wild Mouse in Funtown (Atlanta) bis Mitte der 1960er Jahre betrieben, bevor die Bahn in den Wonderland Park kam. | [ 1 ] [ 2 ] |
| Hornet        | Stahlachterbahn ohne Inversionen | Vekoma              | 2009           | Ursprünglich von 1988 bis 1993 als Dunkelachterbahn unter dem Namen Nightmare in Boblo Island (Kanada) betrieben. Von 1995 bis 2005 fuhr sie als Mayan Mindbender in Six Flags AstroWorld, bevor sie nach Wonderland Park kam.              | [ 3 ] [ 4 ] |
| Mouse Trap    | Zyklon                           | Pinfari             | 1975           | Die Bahn wurde 1972 hergestellt und fuhr bis 2011 unter dem Namen Big Coaster. | [ 5 ] [ 6 ] |
| Texas Tornado | Stahlachterbahn mit Inversionen  | Hopkins             | 1985           | | [ 7 ] [ 8 ] |

#### Ehemalige Achterbahnen
| Name          | Typ              | Hersteller              | Eröffnungsjahr   | Schließungsjahr  | Ref.  |
| ------------- | ---------------- | ----------------------- | ---------------- | ---------------- | ----- |
| Little Dipper | Kinderachterbahn | Allan Herschell Company | 1960 oder früher | 1960 oder später | [ 9 ] |

Mit Spin-o-Saurus gab es eine weitere gebrauchte Achterbahn im Park, die sich von 2018 bis 2022 im Park befand, aber nie eröffnet wurde.